# Il lupo della frontiera
Il lupo della frontiera è un film del 1952 diretto da Edoardo Anton.

## Trama
Guido, un agente segreto, deve indagare su una serie di sabotaggi e si reca in uno sperduto paesino di montagna dove spera di trovare la mente criminale.

## Distribuzione
È stato distribuito in prima visione televisiva il 25 marzo 2021 su Rete 4 alle 2:50.